# Косс Корнелій Лентул (консул 60 року)
Косс Корнелій Лентул (лат. Cossus Cornelius Lentulus; 27 — після 60 року) — політичний діяч ранньої Римської імперії, консул 60 року.

## Життєпис
Походив з патриціанського роду Корнеліїв, його гілки Лентулів. Син Косса Корнелія Лентула, консула 25 року. Про життя та діяльність мало відомостей. З січня до червня 60 року був консулом разом з імператором Нероном. Подальша доля невідома. Вочевидь Лентул не відіграв помітної ролі в імперії.